# ريد تشيليز انترتينمنت
ريد تشيليز انترتينمنت هي شركة إنتاج أفلام هندية، اُنشئت في العام 2001، وهي مملوكة للمثل الهندي شاه روخ خان وزوجته غوري خان، أنتجت الشركة أفلاما عديدة، أبرزها سنة جديدة سعيدة ودلوالي وتشيناي إكسبريس.